# MAN TGM
 (août 2016).
Si vous disposez d'ouvrages ou d'articles de référence ou si vous connaissez des sites web de qualité traitant du thème abordé ici, merci de compléter l'article en donnant les références utiles à sa vérifiabilité et en les liant à la section « Notes et références ».
Le MAN TGM est un camion de distribution produit par le constructeur allemand MAN depuis 2005.

## Historique
En 2020, MAN remplace son TGM par une toute nouvelle génération.
L'ensemble de la gamme de poids lourd du constructeur MAN a été renouvelée. Le TGM possède une nouvelle cabine avec optiques remaniés.
L'intérieur est totalement inédit et s'inspire du nouveau MAN TGX.
Il est disponible avec un nouveau moteur diesel 6 cylindres en ligne de 320 chevaux.